# Johannes Tiedje
Johannes Tiedje (7. oktober 1879 i Skrydstrup ved Haderslev – 19. maj 1946 i Flensborg) var en tysk religiøs forfatter og tysk-slesvigsk politiker.

## Tidlige liv
Johannes Tiedje var af nordfrisisk slægt; faderen Detlef Peter Wilhelm Theodor Tiedje (1840-1917) , der var dansk student og havde været dansk officer i krigen i 1864, blev senere præst i Øsby i Nordslesvig, hvor han stillede sig venligt til den danske befolkning, men holdt sig meget tilbage i det politiske liv. 
Johannes Tiedje blev student fra den tyske latinskole, Königliches Preussisches Gymnasium, Johanneum, i Haderslev i 1899. Med et par års afbrydelse studerede han 1899-1910 ved tyske universiteter i Halle, Berlin og Kiel teologi, filosofi og nationaløkonomi, men tog aldrig nogen afsluttende eksamen. Han var 1904–1908 huslærer hos landgreve Frederik Karl af Hessen-Kassel, var derpå fra 1910 og indtil 1915 præst ved den protestantiske frireligiøse menighed i Evangelische Kirche Königsberg. Han deltog som frivillig på østfronten under 1. verdenskrig i det 6. thüringske Ułanregiment  i Serbien og Rumænien.

## Nordslesvigs genforening med Danmark
Skønt tyskdannet og afgjort tysksindet fattede Tiedje tidligt en stærk sympati for Nordslesvigs danske befolkning, i hvis midte han var opvokset; han rettede 1909 i fem artikler i tidsskriftet Die christliche Welt en række skarpe angreb på det som han så som preussisk voldspolitik mod denne befolkning og tog til orde for at indrømme den en vidtstrakt kulturfrihed. Artiklerne vakte raseri i konservative aviser og Den tyske Forening, men de blev også startskud til samling af oppositionen mod regeringens behandling af de dansksindede. Derimod bekæmpede Tiedje tanken om opfyldelse af § 5 i den i 1866 indgåede Pragfred, idet han mente, at Slesvigs indlemmelse i Preussen var en naturlig følge af den historiske udvikling og dets besiddelse af så stor betydning for Tysklands magtstilling, at tyskerne "med ren og glad samvittighed" kunne afvise kravet om en grænseflytning. Tiedjes artikler, senere samlede som bog, Die Zustände in Nordschleswig, gav stødet til dannelsen af Fredsforeningen for Nordslesvig og af Præsteforeningen, der begge havde til mål at skabe fred og forståelse i Nordslesvig mellem det tyske og det dansk folk. 1. verdenskrig afbrød disse bestræbelser. 

### Tiedjelinien
Tiedje blev i 1918 ansat i det tyske udenrigsministerium som sagkyndig rådgiver i slesvigske spørgsmål. Da forhandlingerne om Nordslesvigs genforening med Danmark begyndte efter våbenstilstanden 1918, udarbejdede Tiedje et forslag til en afstemningslinje, som 1920 blev foreslået fra tyske side, Tiedjelinien: Den gik nord for Højer, Tønder, Ravsted og Tinglev, syd om Gråsten til Flensborg Fjord. Tiedje hensigt med denne afstemningslinie, var at det tyske mindretal i Nordslesvig og det danske mindretal i Sydslesvig skulle være omtrent lige store. Forslaget fik dog ingen praktisk betydning da det blev taget ad notam af Ententemagterne og den internationale kommission, som bestemte sig for den så kaldte Clausenlinien. Tiedjelinjen blev stærkt kritiseret i Danmark, fordi den ville have overdraget en lang række pro-danske områder syd for denne grænse, og det blev enstemmigt afvist af det danske Folketing.
1919 foreslog Tiedje det tyske udenrigsministerium at fremskaffe en samling af samtlige tyske aktstykker vedrørende Pragfredens § 5, men det lykkedes ham ikke at gennemføre planen i det omfang, han havde tænkt sig; han bærer således ikke ansvaret for samlingen som udkom 1925, skønt hans navn findes med som forfatter.

## Mellemkrigstiden og anden verdenskrig
Efter Genforeningen i 1920 samlede Tiedjes interesse og arbejde sig især om de spørgsmål, der knyttede sig til Folkeforbundet og beskyttelsen af de nationale mindretal. Desuden forberedte han en tysk udgave af Grundtvigs værker, særlig af dem, der har betydning for folkehøjskolen. I 1927 udgav han Grundtvigs højskoleskrifter: Schriften zur Volkserziehung und Volkheit I–II.
1921 blev han leder af Bund der Auslanddeutschen og 1922 ministerialråd i rigsindenrigsministeriet i Berlin og referent for mindretals- og folkeretsspørgsmål. I denne position arbejdede han for en forstærket tysk kulturel indsats i grænselandet, men også de danske sydslesvigere fik lejlighedsvis støtte af ham. Med nazisternes magtovertagelse skubbedes han i 1933 til side som arkivråd og tvangspensioneredes i 1936. Tiedje, som oprindelig var liberaldemokratisk og medlem af Deutsche Demokratische Partei frem til 1933, blev i 1930'erne påvirket af nazismen, men gik i 1936/1937 med i den antinazistiske Niemöllers bekendelseskirke.
Efter anden verdenskrigs slutning og Nazi-Tysklands sammenbrud udnævntes Tiedje i 1945 af den engelske besættelsesmagt til kommissarisk landråd i Flensborg landkreds. I 1946 blev han medlem af Sydslesvigsk Forening, de danske sydslesvigeres forening. I februar 1946 måtte han trække sig tilbage på grund af sygdom og kort efter døde han. Han er begravet på Øsby kirkegård.